# Gondogeneia bidentata
Gondogeneia bidentata är en kräftdjursart som först beskrevs av Knud Hensch Stephensen 1927.  Gondogeneia bidentata ingår i släktet Gondogeneia och familjen Eusiridae. Inga underarter finns listade i Catalogue of Life.